# Genouilly (Cher)
Genouilly és un municipi francès, situat al departament de Cher i a la regió de Centre – Vall del Loira. L'any 2007 tenia 723 habitants.

## Demografia

### Població
El 2007 la població de fet de Genouilly era de 723 persones. Hi havia 313 famílies, de les quals 84 eren unipersonals (24 homes vivint sols i 60 dones vivint soles), 125 parelles sense fills, 80 parelles amb fills i 24 famílies monoparentals amb fills.
La població ha evolucionat segons el següent gràfic:
Habitants censats

### Habitatges
El 2007 hi havia 453 habitatges, 324 eren l'habitatge principal de la família, 87 eren segones residències i 42 estaven desocupats. 450 eren cases i 3 eren apartaments. Dels 324 habitatges principals, 280 estaven ocupats pels seus propietaris, 39 estaven llogats i ocupats pels llogaters i 5 estaven cedits a títol gratuït; 1 tenia una cambra, 16 en tenien dues, 68 en tenien tres, 111 en tenien quatre i 128 en tenien cinc o més. 304 habitatges disposaven pel capbaix d'una plaça de pàrquing. A 134 habitatges hi havia un automòbil i a 152 n'hi havia dos o més.

### Piràmide de població
La piràmide de població per edats i sexe el 2009 era:
| Homes | Edats   | Dones |
| ----- | ------- | ----- |
| 0     | 95 o +  | 4     |
| 4     | 90 a 94 | 0     |
| 8     | 85 a 89 | 4     |
| 8     | 80 a 84 | 12    |
| 24    | 75 a 79 | 32    |
| 20    | 70 a 74 | 32    |
| 24    | 65 a 69 | 16    |
| 32    | 60 a 64 | 24    |
| 8     | 55 a 59 | 16    |
| 24    | 50 a 54 | 24    |
| 32    | 45 a 49 | 12    |
| 32    | 40 a 44 | 20    |
| 32    | 35 a 39 | 44    |
| 8     | 30 a 34 | 16    |
| 12    | 25 a 29 | 20    |
| 24    | 20 a 24 | 4     |
| 36    | 15 a 19 | 24    |
| 32    | 10 a 14 | 8     |
| 20    | 5 a 9   | 28    |
| 16    | 0 a 4   | 12    |

## Economia
El 2007 la població en edat de treballar era de 414 persones, 280 eren actives i 134 eren inactives. De les 280 persones actives 248 estaven ocupades (133 homes i 115 dones) i 32 estaven aturades (11 homes i 21 dones). De les 134 persones inactives 64 estaven jubilades, 35 estaven estudiant i 35 estaven classificades com a «altres inactius».

### Ingressos
El 2009 a Genouilly hi havia 327 unitats fiscals que integraven 722 persones, la mediana anual d'ingressos fiscals per persona era de 16.969 €.

### Activitats econòmiques
Dels 27 establiments que hi havia el 2007, 2 eren d'empreses extractives, 1 d'una empresa alimentària, 2 d'empreses de construcció, 10 d'empreses de comerç i reparació d'automòbils, 1 d'una empresa de transport, 4 d'empreses d'hostatgeria i restauració, 1 d'una empresa financera, 2 d'empreses de serveis, 1 d'una entitat de l'administració pública i 3 d'empreses classificades com a «altres activitats de serveis».
Dels 6 establiments de servei als particulars que hi havia el 2009, 1 era una oficina de correu, 1 taller de reparació d'automòbils i de material agrícola, 1 paleta, 1 empresa de construcció, 1 perruqueria i 1 restaurant.
Dels 2 establiments comercials que hi havia el 2009, 1 era una botiga de més de 120 m² i 1 una botiga de menys de 120 m².
L'any 2000 a Genouilly hi havia 24 explotacions agrícoles que ocupaven un total de 2.574 hectàrees.

## Equipaments sanitaris i escolars
El 2009 hi havia una escola elemental.

## Poblacions més properes
El següent diagrama mostra les poblacions més properes.